# Izeaux
Izeaux és un municipi francès situat al departament de la Isèra i a la regió d'Alvèrnia-Roine-Alps. L'any 2007 tenia 2.119 habitants.

## Demografia

### Població
El 2007 la població de fet d'Izeaux era de 2.119 persones. Hi havia 772 famílies de les quals 176 eren unipersonals (72 homes vivint sols i 104 dones vivint soles), 212 parelles sense fills, 328 parelles amb fills i 56 famílies monoparentals amb fills.
La població ha evolucionat segons el següent gràfic:
Habitants censats

### Habitatges
El 2007 hi havia 854 habitatges, 801 eren l'habitatge principal de la família, 22 eren segones residències i 31 estaven desocupats. 703 eren cases i 150 eren apartaments. Dels 801 habitatges principals, 601 estaven ocupats pels seus propietaris, 177 estaven llogats i ocupats pels llogaters i 23 estaven cedits a títol gratuït; 1 tenia una cambra, 52 en tenien dues, 96 en tenien tres, 220 en tenien quatre i 432 en tenien cinc o més. 602 habitatges disposaven pel capbaix d'una plaça de pàrquing. A 323 habitatges hi havia un automòbil i a 402 n'hi havia dos o més.

### Piràmide de població
La piràmide de població per edats i sexe el 2009 era:
| Homes | Edats   | Dones |
| ----- | ------- | ----- |
| 4     | 95 o +  | 0     |
| 0     | 90 a 94 | 4     |
| 8     | 85 a 89 | 16    |
| 16    | 80 a 84 | 12    |
| 32    | 75 a 79 | 60    |
| 32    | 70 a 74 | 32    |
| 36    | 65 a 69 | 52    |
| 56    | 60 a 64 | 20    |
| 32    | 55 a 59 | 32    |
| 64    | 50 a 54 | 60    |
| 64    | 45 a 49 | 60    |
| 84    | 40 a 44 | 44    |
| 76    | 35 a 39 | 92    |
| 96    | 30 a 34 | 84    |
| 36    | 25 a 29 | 52    |
| 40    | 20 a 24 | 20    |
| 48    | 15 a 19 | 64    |
| 68    | 10 a 14 | 84    |
| 76    | 5 a 9   | 36    |
| 52    | 0 a 4   | 72    |

## Economia
El 2007 la població en edat de treballar era de 1.380 persones, 1.057 eren actives i 323 eren inactives. De les 1.057 persones actives 991 estaven ocupades (549 homes i 442 dones) i 66 estaven aturades (26 homes i 40 dones). De les 323 persones inactives 113 estaven jubilades, 105 estaven estudiant i 105 estaven classificades com a «altres inactius».

### Ingressos
El 2009 a Izeaux hi havia 791 unitats fiscals que integraven 2.121,5 persones, la mediana anual d'ingressos fiscals per persona era de 18.544 €.

### Activitats econòmiques
Dels 99 establiments que hi havia el 2007, 4 eren d'empreses extractives, 2 d'empreses alimentàries, 2 d'empreses de fabricació de material elèctric, 15 d'empreses de fabricació d'altres productes industrials, 19 d'empreses de construcció, 15 d'empreses de comerç i reparació d'automòbils, 7 d'empreses de transport, 5 d'empreses d'hostatgeria i restauració, 2 d'empreses d'informació i comunicació, 2 d'empreses financeres, 1 d'una empresa immobiliària, 7 d'empreses de serveis, 14 d'entitats de l'administració pública i 4 d'empreses classificades com a «altres activitats de serveis».
Dels 26 establiments de servei als particulars que hi havia el 2009, 1 era una oficina de correu, 1 una oficina bancària, 2 tallers de reparació d'automòbils i de material agrícola, 1 paleta, 3 guixaires pintors, 6 fusteries, 4 lampisteries, 2 electricistes, 2 perruqueries, 3 restaurants i 1 saló de bellesa.
Dels 5 establiments comercials que hi havia el 2009, 1 era una botiga de menys de 120 m², 2 fleques, 1 una sabateria i 1 una floristeria.
L'any 2000 a Izeaux hi havia 19 explotacions agrícoles que ocupaven un total de 649 hectàrees.

## Equipaments sanitaris i escolars
L'únic equipament sanitari que hi havia el 2009 era una farmàcia.
El 2009 hi havia 1 escola maternal i 1 escola elemental.

## Poblacions properes
El següent diagrama mostra les poblacions més properes.